# Radio Vlora
Radio Vlora ist ein privater Hörfunksender in Albanien, der in der Region der Stadt Vlora sendet. Er erhielt im September 2009 die Sendelizenz und begann am 19. Januar 2010 mit dem Sendebetrieb. Die Radiomoderatoren sind alle sehr jung. Dementsprechend richtet sich der Sender auch an ein eher jüngeres Publikum.
Radio Vlora wird auf der UKW-Frequenz 101,9 MHz empfangen.